# Formación Bayan Shireh
La Formación Bayan Shireh es una formación geológica en Burkhant, Mongolia, que data del Campaniense (perteneciente al Cretácico superior), entre unos 83,5 y 70 millones de años.

## Taxones identificados
Entre de los fósiles encontrados en Bayan Shireh se han identificado los taxones:
- Achillobator.
- Albertosaurus.
- Khankhuuluu mongoliensis.
- Varios fósiles de ornitomímidos, hadrosáuridos y terópodos indeterminados.